# DESY Zeuthen

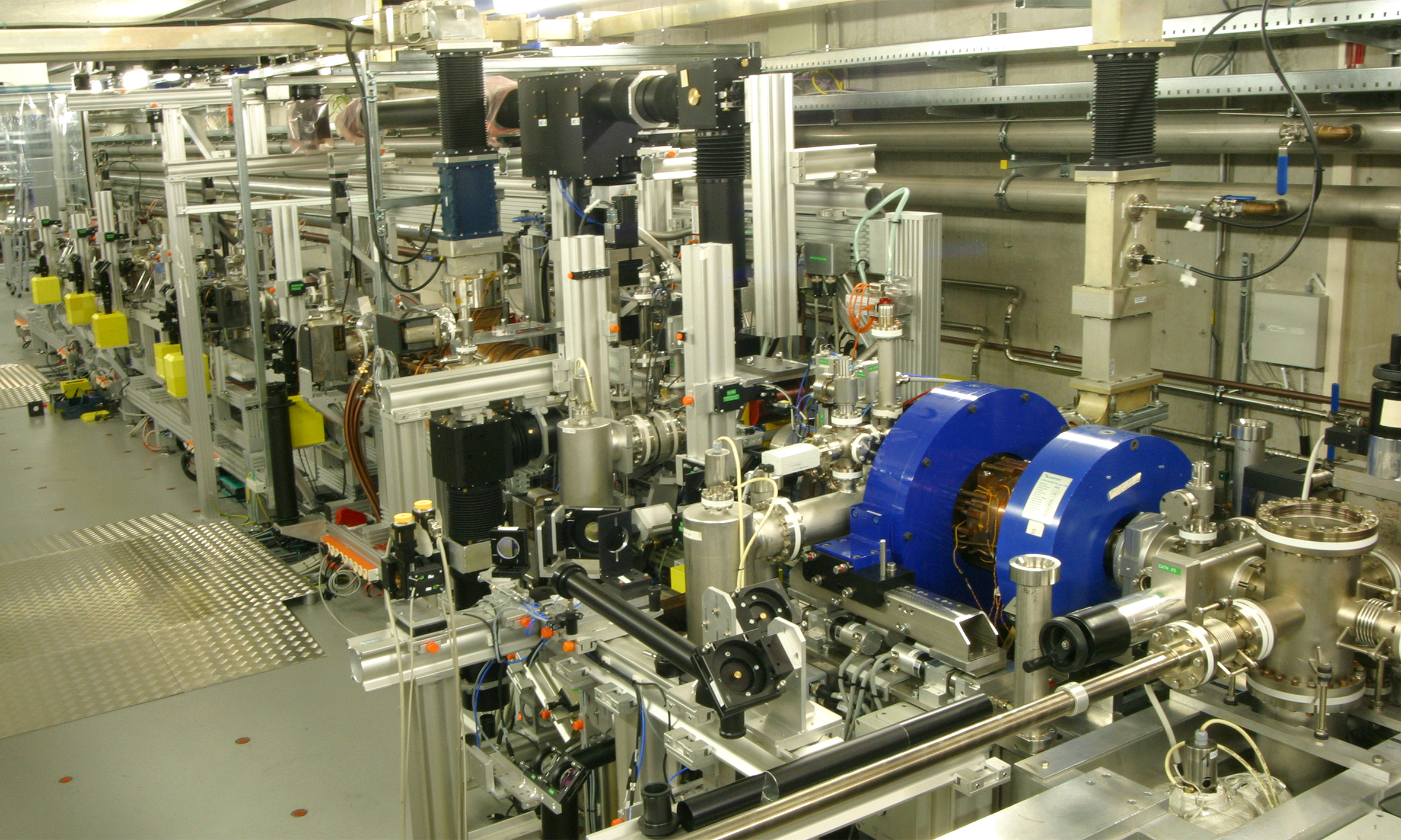
Photoinjektorteststand PITZ (Photo Injector Test Facility at DESY, Location Zeuthen)

Das DESY, Zeuthen ist der zweite Standort des Deutschen Elektronen-Synchrotrons Hamburg, gelegen in Zeuthen am südöstlichen Stadtrand von Berlin.

## Entstehungsgeschichte
Die Wurzeln gehen auf den Reichspostminister Wilhelm Ohnesorge zurück, der in Miersdorf bei Berlin während des Zweiten Weltkriegs ein Kernphysikalisches Institut des Reichspostministeriums einrichten ließ.
Nach dem Krieg und der teilweisen Demontage wichtiger technisch-wissenschaftlicher Geräte und Komponenten durch die Sowjetunion bildete das Labor für die Wissenschaft in der Sowjetischen Besatzungszone und der späteren DDR einen Ausgangspunkt für Forschungen auf dem Gebiet der Höhenstrahlung.
Nach dem Zweiten Weltkrieg war die Betätigung in der Angewandten Kernphysik durch das Alliierte Kontrollratsgesetz Nr. 25 in Deutschland verboten. Seit 1950 wurde dieses Verbot gelockert, sodass in beiden Teilen Deutschlands wieder wissenschaftliche Arbeiten zur Kernphysik begonnen wurden. In der DDR war dies an den Universitäten in Leipzig, Jena, Dresden, Halle und Rostock; in Berlin ging man den Weg über die Deutsche Akademie der Wissenschaften zu Berlin (DAW) und gründete 1950 das Institut Miersdorf, aufbauend auf verbliebenen Resten dieser Forschungsstelle der Deutschen Reichspost in Miersdorf, einem späteren Ortsteil von Zeuthen. Hier erfolgten die ersten Arbeiten auf dem Gebiet der Kernphysik in der DDR. Als im September 1955 das Kontrollratsgesetz Nr. 25 für die DDR außer Kraft gesetzt wurde, wurden Forschungsarbeiten als auch das Studium der Kernphysik möglich.
Das Institut Miersdorf wurde 1956 zum Kernphysikalischen Institut der DAW Zeuthen umgewandelt (Leiter: Gustav Richter), nachdem die USA und die UdSSR sich in den Jahren 1954/55 über die friedliche Nutzung der Kernenergie verständigt hatten. In diesem Institut bestand die ursprüngliche Abteilung Kosmische Strahlung weiter fort,  geleitet von Karl Lanius.
Das Kernphysikalische Institut der DAW Zeuthen wurde 1962 in zwei selbständige Forschungsstellen aufgeteilt: „Spezielle Probleme der theoretischen Physik“ (Leitung: Richter) und Physik hoher Energien (Leitung: Lanius). Hier hat Lanius auch eine Wissenschaftliche Abteilung Blasenkammer (genauer: Physik mit Blasenkammern) zum experimentellen Nachweis von Elementarteilchen eingerichtet und mit deren Leitung Claus Grote beauftragt. Die Theoriegruppe der Forschungsstelle leitete Frank Kaschluhn.
1968 wurde die bisherige Forschungsstelle für Physik hoher Energien in das Institut für Hochenergiephysik (IfH) der DAW  umgewandelt. Im IfH arbeitete dessen Direktor Karl Lanius eng mit Grote zusammen, beide suchten Anfang der 1960er Jahre nach internationalen wissenschaftlichen Kooperationen, indem sie mit Blasenkammern im CERN in Genf und im Deutschen Elektronen-Synchrotrons DESY in Hamburg-Bahrenfeld zusammenarbeiteten und sich an einer westdeutsch-britischen Kooperation beteiligten: mit dem DESY, mit Aachen und mit anderen westdeutschen Gruppen sowie mit dem CERN.

## Forschungen, Lehre und Anwendungen
Wesentliche Forschungsziele bestanden im Auffinden neuer Elementarteilchen, die in den atomaren Wechselwirkungen entstanden. In diesen Forschungsgemeinschaften war das IfH Zeuthen gleichgewichtiger Partner, sowohl bei der physikalischen Auswertung als auch in der Qualität und Quantität der bearbeiteten Filmaufnahmen aus der Blasenkammer für den Teilchennachweis. Das IfH organisierte diese Forschungen teilweise und gewährleistete so eine innerdeutsche und internationale Zusammenarbeit. Über die neuartigen Eigenschaften der gefundenen und mit der Blasenkammer nachgewiesenen Elementarteilchen publizierte Claus Grote umfangreich und sorgte somit für hohes internationales wissenschaftliches Interesse und Ansehen.
Das IfH unterstützte die universitäre Lehre und Forschung auf den Fachgebieten Kernphysik und Theorie der Elementarteilchen. Im Jahr  1962 erhielt Karl Lanius nebenamtlich eine Dozentur und 1964 eine Professur für Physik an der Humboldt-Universität zu Berlin (HUB). Ebenfalls übernahm Claus Grote nebenamtlich von 1966 bis 1970 spezielle Vorlesungen über experimentelle Methoden der Elementarteilchenphysik an der HUB. Die Forschungsarbeiten der HUB wurden durch das IfH mit Dissertationen und Habilitationen unterstützt.
Einen Anwendungshintergrund für die Forschungsarbeiten des Zeuthener Instituts stellten in dieser Zeit entsprechende internationale Entwicklungen in der Angewandten Kernforschung, in der Kerntechnik sowie bei Kernkraftwerken dar, die sich in der DDR widerspiegelten: ab 1956 Zentralinstitut für Kernforschung (ZfK) der DAW in Rossendorf bei Dresden, heute Helmholtz-Zentrum Dresden-Rossendorf; ab 1960 bis 1990 Kernkraftwerk Rheinsberg nordwestlich von Berlin.
In der Folgezeit etablierte sich das Institut zusehends, es folgten Kooperationen mit anderen Hochenergiephysik-Instituten, besonders eng mit dem Vereinigten Institut für Kernforschung
VIK Dubna bei Moskau, dem CERN und dem DESY in Hamburg. Das DESY erforscht auf höchstem internationalen Niveau die grundlegenden Zusammenhänge von Struktur und Funktion der Materie. Die hierzu benötigten speziellen Forschungsanlagen werden im DESY entwickelt, betrieben und genutzt. Die Arbeiten sind auf vier Schwerpunkte konzentriert: Forschung mit Photonen, Teilchen- und Astroteilchenphysik sowie Beschleunigerphysik. Die hierzu benutzte Großanlagentechnik besteht aus Synchrotronstrahlungsquellen, Röntgenlasern, Teilchenbeschleunigern und -detektoren sowie Observatorien zur Beobachtung kosmischer Strahlung; hierzu werden entsprechende Entwicklungsarbeiten durchgeführt. Im DESY sind etwa 3000 Mitarbeiter beschäftigt, hinzu kommen über 130 Auszubildende sowie ein wissenschaftlicher Nachwuchs mit etwa 700 Diplomanden, Doktoranden und Postdocs.
Nach der deutschen Wiedervereinigung wurde das Institut für Hochenergiephysik im Zuge der Abwicklung der Akademie der Wissenschaften der DDR (AdW) am 1. Januar 1992 zu einem Teil des DESY und bildet seitdem neben Hamburg dessen zweiten Standort in Zeuthen.
Das DESY, Zeuthen gehört somit zur Helmholtz-Gemeinschaft und wird mit öffentlichen Mitteln finanziert: 90 % vom Bund (Bundesministerium für Bildung und Forschung) und 10 % vom Land Brandenburg.
Das Zeuthener Institut hat sich stetig zu einem weltweit sichtbaren Zentrum der Elementarteilchenphysik profiliert.
Forschungsschwerpunkte sind neben der experimentellen und theoretischen Elementarteilchenphysik auch die Astroteilchenphysik und die Entwicklung von Elektronenquellen für Teilchenbeschleuniger. Entsprechend ist das DESY, Zeuthen mit seinen Forschungsgruppen aufgestellt: Astroteilchenphysik, Photoinjektorteststand (PITZ), Linearcollidergruppe, Teilchentheorie-Gruppe (NIC/TH), Elektronikgruppe, Mechanikgruppe, Rechenzentrum, Technische Infrastruktur.
Von 1988 bis 1992 leitete Rudolf Leiste das Institut, von 1992 bis 1998 Paul Söding, und von 1998 bis 2011 Ulrich Gensch.
Im Jahr 2011 wurde der Astroteilchenphysiker Christian Stegmann zum Direktor des Institutsteils berufen. Er ist seit 2019 gleichzeitig einer der DESY-Direktoren und lehrt als Professor für Astroteilchenphysik an der Universität Potsdam.
Seit 2011 wird der Zeuthener Campus des DESY zu einem weltweit sichtbaren Zentrum der Astroteilchenphysik profiliert. DESY, Zeuthen ist an mehreren internationalen Forschungsprojekten der Astroteilchenphysik beteiligt. Die Erde ist bekanntlich einem Dauerregen von energiereichen Teilchen aus dem Weltall ausgesetzt, die Auskunft über die fundamentalen Prozesse im Kosmos liefern können, wobei die DESY-Forscher insbesondere die Neutrinos und die hochenergetische Gammastrahlung nutzen.
Die Beobachtung von Neutrinos mit Teleskopen hat in Zeuthen Tradition seit 1988. Eine Forschergruppe unter Leitung von Christian Spiering hat das Neutrinoteleskop im Baikalsee mit initiiert und war am Bau 1990–1998 maßgeblich beteiligt. Die Beteiligung am AMANDA-Experiment begann 1995. Auch an der Forschungsanlage IceCube, das größte Hochenergie-Neutrinoteleskop, wirkte Zeuthen auf Initiative von Spiering mit. Es wurde zum Jahresende 2010 fertiggestellt und liefert mit der gegenwärtigen Größe eine bisher unerreichte Sensitivität. Für die nächsten Jahre wird aus den Ergebnissen der Zeuthener Forschungen die Entdeckung von Quellen für die hochenergetischen Neutrinos erwartet.
Zur Erforschung der Vorgänge im Universum werden Gammastrahlen durch Gammateleskope analysiert. Mit DESY-Beteiligung wurden in den vergangenen Jahren mit derartigen Anlagen mehr als einhundert Quellen von Gammastrahlung entdeckt. Diese Erfolgsgeschichte soll mit einer neuen Generation von Cherenkov-Teleskopen fortgesetzt werden, wobei sich DESY, Zeuthen unter anderem mit dem Bau eines Gammateleskop-Prototyps und mit Simulationsstudien beteiligt. Mit den geplanten mehr als 100 Teleskopen im Cherenkov Telescope Array wird sich das Entdeckungspotential für galaktische und extragalaktische Gammaquellen ganz wesentlich erhöhen.
Die theoretische Astroteilchenphysik in Zeuthen sucht nach dem Verständnis von Beschleunigungsmechanismen, die hochenergetische Teilchen erzeugen. Diese theoretischen Untersuchungen vervollständigen die wissenschaftlichen Arbeiten der Experimentalphysiker.
Die Zeuthener Forschungen zur Astroteilchenphysik mit hochenergetischen Neutrinos und Gammastrahlen sollen neue Fenster für die Erforschung des Universums bei höchsten Energien eröffnen. Zu den wesentlichen wissenschaftlichen Fragestellungen gehören hierbei:
- der Ursprung der kosmischer Strahlung,
- die Natur dunkler Materie und anderer exotischen Komponenten kosmischer Materie und
- die Teilchenphysik in bisher unerreichbaren Bereichen ihrer Parameter.